# Jason Gould
Jason Gould (* 29. Dezember 1966 in New York City als Jason Emanuel Goldstein) ist ein US-amerikanischer Schauspieler und Sänger.

## Leben und Leistungen
Jason Gould ist der Sohn der Schauspieler Barbra Streisand und Elliott Gould. Er spielte seine erste größere Rolle als Mike Cameron neben John Cusack und Ione Skye im Filmdrama Teen Lover (Say Anything...) (1989). In der Komödie The Big Picture (1989) war er neben Kevin Bacon, Jennifer Jason Leigh und Teri Hatcher zu sehen. Im Film Herr der Gezeiten (Prince of the Tides, 1991) spielte er die Rolle von Bernard Woodruff, dem Sohn von Susan Lowenstein, die Barbra Streisand verkörperte. Im US-Actionfilm Mission Subterfuge (Subterfuge, 1996) hatte er die Rolle des Hackers Alfred "Alfie" Slade.
1997 hatte er sein Debüt am Arts Theatre in London im Stück The Twilight of the Golds, worin er David, einen schwulen Bühnenbildner verkörperte.
Beim teilweise autobiografisch inspirierten und selbst produzierten Kurzfilm Inside Out (1997) schrieb er das Drehbuch, führte Regie und spielte neben Alexis Arquette, seinem Vater Elliott Gould, Jordan Ladd und seinem Halbbruder Sam Gould selbst mit. Er war Darsteller von Aaron, einem Sohn berühmter Eltern, der von Paparazzi verfolgt und von Boulevardblättern geoutet wird. Daraufhin findet er in einer Selbsthilfegruppe für Kinder namhafter Personen Trost, wendet sich weiters Scientology zu, ehe er sich damit befasst, für die Presse einen radikalen Striptease hinzulegen. Der Film wurde erneut im Jahr 2000 als Teil des Episodenfilms Boys Life 3 veröffentlicht.
Gould lebte seit jeher offen schwul und wurde um 1991 herum von einer Boulevardzeitung mit einer erfundenen Geschichte über eine angebliche Heirat mit einem männlichen Model, die er telefonisch schon abgestritten hatte, geoutet. Dass die Zeitung nicht belangt werden konnte und wie sie ihn manipulierte, schockierte ihn zutiefst, so dass er sich aus der Öffentlichkeit weitgehend zurückzog.
2012 und 2013 ging er mit seiner Mutter Barbra Streisand auf Tour durch Amerika und Europa, um seine 2012 veröffentlichte EP Jason Gould vorzustellen. Dabei sang er ein Duett mit seiner Mutter. 2014 erschien ein Duett mit seiner Mutter auf deren Album Partners.
2017 veröffentlichte Gould sein neues Album Dangerous Man.

## Filmografie (Auswahl)
- 1989: Teen Lover (Say Anything...)
- 1989: Die große Herausforderung (Listen to Me)
- 1989: The Big Picture
- 1991: Herr der Gezeiten (The Prince of Tides)
- 1996: Into Deep – Jagd in der Tiefe, Mission Subterfuge (Subterfuge)
- 1997: Inside Out (auch als Regisseur, Drehbuchautor und Produzent, Kurzfilm 30')

## Diskografie
- 2012: Jason Gould, Backwards Dog (EP)
- 2017: Dangerous Man, Qwest Records (Album)